# Réponse adaptative et non adaptative au stress thermique
Les organismes présentent des réponses adaptatives et non adaptatives au stress thermique. La réponse d’un individu à de nouvelles conditions thermiques peut être le résultat de la sélection naturelle ou non. Si la sélection naturelle entre en jeu alors une nouvelle forme du trait phénotypique est favorisée, cela correspondra à une réponse adaptative, et la fitness de l'individu sera maintenu. Dans le cas d’une réponse non adaptative, la réponse résultera de la dérive génétique. Par conséquent, un individu fournissant une réponse adaptative aura une fitness plus importante que celui fournissant une réponse non adaptative. 

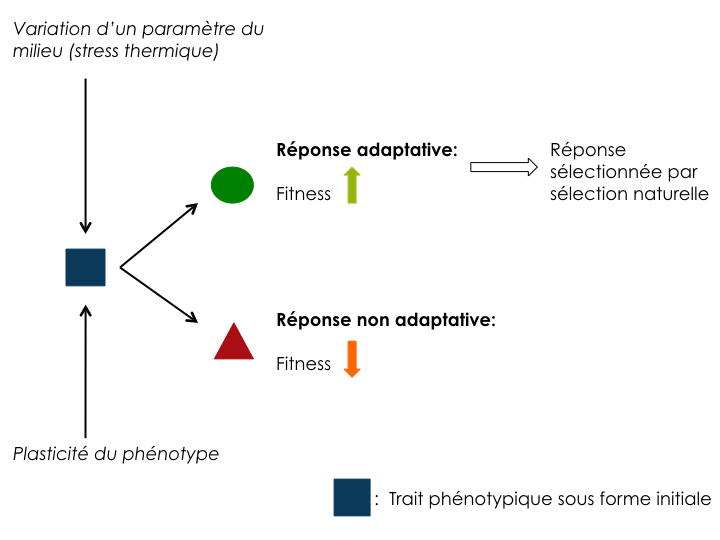
Illustration graphique de l'importance de la plasticité phénotypique dans la réponse adaptative ou non adaptative au regard de la sélection naturelle.

La plasticité phénotypique correspond à la capacité d’un génotype d’exprimer différents phénotypes dans différents environnements, (ici en fonction de la température). Ainsi un organisme ayant une forte plasticité phénotypique pour un certain trait sera capable de produire des versions différentes de ce trait en fonction du régime thermique auquel il sera exposé.

## Stress thermique et contexte actuel

### Définition du stress thermique
Un stress est un changement biotique ou abiotique dans l’environnement d’un individu, qui aura un impact sur sa capacité à survivre et à maintenir son homéostasie. En l'occurrence, un stress thermique aura pour conséquence de contraindre l’individu à des températures différentes de sa gamme thermique préférentielle. Les conséquences de telles conditions sur l'individu peuvent conduire à une grande perturbation de la physiologie de l'organisme pouvant entraîner la mort.
Outre la séparation des réponses adaptatives en réponses comportementales ou physiologiques, on peut également classer les réponses adaptatives en fonction de la nature du stress qui les a déclenché. Les réponses de résistance, ou de tolérance, sont déclenchées par l’apparition soudaine et intense d’un stress. C’est une réponse d’urgence dont les processus visent à limiter l’impact d’un stress déjà présent dont les effets sur l’organisme ou les cellules sont déjà manifestes. Il s’agit d’augmenter au plus possible l’espérance de vie de l’organisme dans ces conditions (exemple : production de HSP). Les réponses d’acclimatation sont déclenchées quant à elles soit par un stress modéré et bref soit par une augmentation lente et progressive de l’intensité du stress. Ce type de réponses constituent une modification de l’homéostasie et/ou du fonctionnement de l’organisme ou de la cellule afin d’élargir sa gamme de tolérance (valence écologique).  Ce type de réponse se fait ainsi avant et en préparation à la survenue d’une certaine intensité du stress (le stress n’a donc pas encore d’effets négatifs importants sur l’organisme). Un exemple de ce type de réponse est l’endurcissement des plantes face au stress froid.
À l'échelle cellulaire, les effets d'un stress thermique « chaud », c'est-à-dire pour des températures au-dessus de sa gamme de confort, sont multiples et affectent notamment la stabilité des constituants cellulaires. La fluidité de la membrane cytoplasmique devient plus importante, altérant ainsi les fonctions qui lui sont associées (transport et sécrétion). Des températures très élevées peuvent également conduire à une fuite des ions ou même la liquéfaction de la membrane. La stabilité des acides nucléiques est également perturbée ce qui peut conduire à un défaut de traduction (par dégradation prématuré des ARNm) ou de transcription (instabilité des nucléotides et mauvais appariement). Le stress thermique affecte également les protéines en modifiant leur structure tridimensionnelle. Ceci peut avoir pour conséquence un dysfonctionnement du cytosquelette par exemple, mais également au niveau de la catalyse enzymatique. Ainsi la variation 1 °C peut modifier le taux des réactions métaboliques de 10 %. D'autre part, l'interruption des voies métaboliques conduit à une importante accumulation de métabolites toxiques pour la cellule; les radicaux libres qui participent à une dégradation des fonctions physiologiques de la cellule. Enfin, dans le cas de très fortes températures, les protéines subissent une dénaturation irréversible conduisant à une mort rapide de l'organisme.
Dans les cas d'un stress thermique « froid », le fonctionnement cellulaire se voit également perturbé par une stabilisation des constituants cellulaires. La membrane de la cellule est plus rigide et la stabilisation des acides nucléiques conduit à une transcription et traduction moins efficaces, accentuées par des ribosomes moins actifs. Enfin, en condition d'agitation thermique réduite, la catalyse enzymatique est moins performante et un stress thermique « froid » peut provoquer un mauvais repliement des protéines.

### Changements climatiques actuels
Dans un contexte de changement climatique, il est important de comprendre les effets de ce changement sur les organismes vivants. Un des paramètres important entrant en jeu dans ces changements est la température. En effet, l’émission des gaz à effet de serre liée aux activités anthropiques a conduit à une hausse progressive et rapide des températures moyennes sur le globe. Ainsi, plusieurs modèles permettent d’estimer à 0,5 °C l’élévation des températures moyennes actuelles par rapport aux températures pré-industrielles. Ces estimations permettent également de prédire une augmentation des températures dans les cent ans à venir avec de fortes disparités régionales . Or, la température est un facteur jouant un rôle fondamental dans la biologie des organismes vivants, et les rapides changements climatiques constituent une source de stress thermique à laquelle ils doivent faire face. Les êtres vivants sont alors contraints de fournir une réponse au réchauffement de leur environnement pour contrecarrer les effets du stress thermique afin de permettre leur survie dans ces nouvelles conditions. La Terre étant un système complexe, il est à noter que malgré un réchauffement global, il se peut aussi que le changement climatique actuel soit source d’instabilité thermique conduisant à une augmentation de l’amplitude des écarts thermiques et peut-être, à une fréquence plus importante des températures extrêmes. Les organismes seraient alors confrontés à des périodes de températures extrêmes plus fréquentes.

## Réponses adaptatives au stress thermique
Une réponse adaptative au stress thermique permettra à un individu de maximiser sa fitness dans un nouvel environnement malgré les nouvelles contraintes, car sa capacité de réponse est le résultat de la sélection naturelle. Ainsi, les mécanismes mis en place pour faire face à ce stress vont influencer les individus à différents niveaux : cellulaire, comportementale, phénotypique et physiologique. L'adaptation représente la capacité de l'individu à faire face à son environnement et de maintenir ou d'améliorer, en même temps ses chances de survie et de reproduction à long terme.
Les réponses de résistances permettent une thermo-tolérance basale tandis que les réponses d’acclimatation conduisent à une thermo-tolérance acquise. L’étude de ce type de réponse chez Arabidopsis thaliana permet de montrer que les gènes exprimés dans ces deux types de réponses sont distincts et correspondes donc bien à deux processus physiologiques différents même si la source du stress provient du même paramètre (la température).
À ce stade, il est à noter que le qualificatif « adaptatif » d’une réponse n’est pas conditionné par la nature même de la réponse mais par le compromis coûts-bénéfices associé à cette réponse face à un stress caractérisé par sa durée et son intensité.
Une adaptation correspond à un caractère anatomique ou physiologique contribuant à la fitness et présent dans une majorité des individus d’une population d’une espèce considérée. Il s’agit en fait d’un trait phénotypique dont les allèles responsables de sa production ont envahi la population considérée (du fait de l'avantage sélectif qu'ils confèrent).
| Réponses morphologiques et physiologiques | Réponses comportementales                                        |
| ----------------------------------------- | ---------------------------------------------------------------- |
| Modifier la réflectivité                  | Réguler le moment d'activité pour éviter les conditions extrêmes |
| Vasoconstriction                          | Réguler le temps d'exposition au soleil par rapport à l'ombre    |
| Vasodilatation                            |                                                                  |
| Refroidissement par évaporation           |                                                                  |
| Changement de couleurs                    |                                                                  |
| Thermogenèse                              |                                                                  |

### Stress chaud
Pour s'adapter à de fortes températures, les individus vont développer des réponses variées pour éviter ce stress.
Par exemple, Sceloporus merriami qui est soumis à une température supérieure à sa température létale (40-42 °C) en été, développe une réponse comportementale, à l'échelle de l'individu, qui consiste à éviter le stress chaud en limitant ses activités hors sol à très tôt le matin ou très tard le soir, car la surface du sol sera plus froide.
D'autre part au niveau cellulaire, la chaleur perturbe le fonctionnement des protéines et peut provoquer un changement de conformation. Ainsi, les organismes soumis à un stress thermique chaud vont produire des protéines Hsp70 qui sont des protéines de choc thermique, protéines chaperonnes qui protègent les autres protéines d'une dénaturation. Cette adaptation est par exemple mise en place chez les salamandres mais aussi chez tous les eucaryotes, c'est l'exemple même d'une adaptation, car ce type de réponse résulte d'un ajustement du caractère d'un trait sur plusieurs générations et taxons.
Enfin, chez les plantes, les réponses varient avec le degré de la température, la durée et le type de plante. De plus, une transpiration intensive peut être une réponse adaptative physiologique au stress thermique car la température des feuilles peut diminuer jusqu'à 15 °C par rapport à la température ambiante grâce à cette capacité de réponse.

### Stress froid
Une baisse de température même de quelques degrés seulement peut perturber le fonctionnement d'un organisme et le contraindre à s'acclimater temporairement ou l'amener à s'adapter spécifiquement à son nouvel environnement pour survivre.
D'autre part, les animaux mettent en place deux types de solutions physiologiques pour faire face à ces températures : régulation de leur température corporelle ou une réorganisation de leur sensibilité thermique. Par exemple, les organismes ectodermiques augmente leur taux métabolique pour produire davantage de chaleur et compenser les effets du froid, c'est ce que l'on appelle la thermorégulation.
Certains poissons des régions polaires vivent à de très basses températures qui sont limite pour vivre, appelée point d'eau cellulaire de congélation, et qui peut chuter en-dessous de 0. Pour s'adapter à ce froid, au niveau cellulaire, ils synthétisent des glycoprotéines et des peptides antigel qui abaissent le point de congélation sans altérer le point de fusion. Elles permettent : d'améliorer l'efficacité catalytique ; d'obtenir une meilleure flexibilité conformationnelle ; et de maintenir la stabilité des protéines thermophiles, afin de s’adapter à des températures froides.
Enfin, un froid hivernal va provoquer un stress chez les plantes qui vont accumuler des composés durant les périodes plus favorables (Eté principalement) pour maintenir une réserve suffisante. Elle servira à favoriser la reprise de la croissance des plantes au printemps. C'est donc le résultat d'une adaptation des plantes de nos régions qui sont soumises à des variations de températures saisonnières. Cela leur permettra d'optimiser leur fitness à la suite d'un stress au froid.

## Réponses non adaptatives au stress thermique
Le cas d’une réponse non adaptative au stress thermique obligera l’individu à fournir une modification dans l’allocation de ses ressources. Mais celle-ci ne sera pas optimale, afin de privilégier le plus souvent sa survie, aux dépens de la reproduction et de la croissance. En effet, il ne pourra pas maintenir la même fitness que celle possédée dans un environnement optimal. Ce type de réponse résulte de la dérive génétique, car ces réponses ne favorisant pas la fitness ne peuvent pas être le résultat de la sélection naturelle.
On observe ce phénomène chez de nombreuses espèces. Notamment chez la couleuvre d'eau : les serpents étant des poïkilothermes, ils ont une température corporelle qui varie en fonction de leur environnement, de par cela ils sont en principe capables de répondre à une large gamme de températures en thermorégulant. Néanmoins chez la couleuvre Nerodia sipedon, il a été constaté que les variations de température annuelle altéraient la croissance des serpents et augmentaient l’âge de la maturité sexuelle chez les femelles. Cela permet d’établir que N. sipedon est à son optimum thermique quand les températures varient peu. En l’occurrence, lorsque les températures varient trop, cela crée un stress thermique chez la couleuvre; elle devra donc fournir un effort supplémentaire pour maintenir son métabolisme basal, cela aux dépens de sa croissance ou de sa reproduction. Cette réponse physiologique non optimale conduira à une diminution de la fitness chez cette espèce. De façon plus générale, le réchauffement climatique semble être favorable à la plupart des ectothermes. En effet, des périodes de chaleur plus longues leur permettraient d’augmenter leur valeur reproductive, en favorisant le temps de chauffage. C'est-à-dire en augmentant leur temps d'activité, ils peuvent alors passer plus de temps à se nourrir ou à se reproduire plutôt qu'à emmagasiner de l'énergie. Ce mécanisme comportemental est typique d'une acclimatation.  Cependant il faut remarquer que l’augmentation des températures peut être extrême dans les régions tropicales, conduisant à un stress thermique trop important pour certains lézards. Chez le papillon Choristoneura fumiferana, la survie sur le long terme sera affectée par le nombre d’évènements froids induisant un stress lors du développement larvaire. Chez cette espèce, les possibles conséquences sublétales (taille à l’âge adulte, phénotype...) sont quasiment invisibles : seule l’espérance de vie est diminuée. En effet un nombre important d'événements froids pousse la larve à épuiser plus rapidement ses réserves de glycogène. Les papillons n'ayant qu’un seul évènement de reproduction, leur valeur sélective est fortement affectée, voire anéantie car ils pourront alors éprouver des difficultés à rencontrer un partenaire sexuel avant leur mort. Dans ces divers exemples on observe donc qu’un stress thermique (chaud, froid ou variations fréquentes) peut contraindre des individus à répondre de façon non optimale au stress car celles-ci ne seront pas le résultat d'une adaptation sur plusieurs générations, mais plutôt d'une acclimatation temporaire, car la fitness des individus étant fortement affectée ces caractères seront peu transmis.

## Conséquences évolutives
Un stress thermique exercera une pression de sélection sur les individus qu’il va affecter. Même si ce stress touche seulement un petit nombre d’individus, les réponses mises en place vont avoir une importance majeure sur la pérennité de l’espèce. La plasticité adaptative permettant de maintenir un phénotype optimal même en cas de stress, sera plus à même de faciliter l’évolution adaptative dans un nouvel environnement, de par le fait que la sélection directionnelle, imposée par le facteur stressant, favorisera les phénotypes extrêmes. Des niveaux élevés de plasticité peuvent augmenter la probabilité de persistance d’une population dans l’environnement. Mais il est souvent admis que cela va également réduire la probabilité de changement génétique, car la réponse plastique positionnera la population proche d’un optimum commun. Malgré cela, certaines réponses adaptatives peuvent conduire à des phénomènes de spéciation indirecte en favorisant des phénotypes extrêmes. Par exemple, en cas de stress thermiques certains comportements vont être modifiés ce qui pourra conduire à la sélection de traits morphologiques avantageux pour ce nouveau comportement. Par conséquent, des niveaux modérés de plasticité pourront donc faciliter l’évolution génétique. Il est important de souligner que cette plasticité phénotypique est souvent le résultat des variations environnementales vécues par l’espèce au cours du temps, et qu’elle correspond à des réponses non adaptatives passées. Le fait de posséder une plasticité phénotypique importante et de pouvoir fournir une réponse adaptative, va permettre aux individus de s’adapter à une large gamme de températures. Cela facilitera la dispersion de l’espèce et lui permettra de conquérir et de s’établir dans de nouveaux environnements. Cette plasticité aura donc pour conséquence d’augmenter l’aire de répartition de l’espèce. 
Dans le contexte actuel de changements climatiques, la capacité des espèces à fournir une réponse adaptative permettra aux individus de survivre à ces changements et de tendre vers une évolution adaptative rapide. Néanmoins le problème à l’heure actuelle est de comprendre à quel moment pourront se produire ces évènements de sélections et quelles espèces seront préservées et lesquelles seront désignées perdantes. En effet, les changements actuels résultent le plus souvent dans une modification des relations hôte-parasite, ou plus généralement des interactions proie-prédateur. Il est établi que les individus fournissant une réponse non adaptative à un stress thermique seront contre-sélectionnés, ce qui pourra conduire à l’extinction de l’espèce. Mais la réponse adaptative permettant à l’individu de maintenir sa fitness face au stress pourra le rendre a posteriori plus sensible à de nouveaux parasites qui deviendront alors plus facilement invasifs. La dynamique des populations prédatées pourra également être modifiée. En effet, si le prédateur n’est pas apte à fournir une réponse adaptative alors que sa proie l’est, on observa une diminution du nombre de prédateurs qui résultera de l’augmentation importante du nombre de proies. Il en sera de même pour la compétition interspécifique pour l’habitat ou les ressources. Certaines espèces plus sensibles aux changements de températures se verront envahies par d’autres espèces, car leurs stratégies adaptatives ne leur permettront pas de faire face à leurs concurrents dans le contexte des changements climatiques actuels.